# "&" (Ampersand)
Bastille Presents: "&" (Ampersand) is het vijfde studioalbum van de Britse band Bastille, uitgebracht op 25 oktober 2024. Het is het eerste album dat de frontman van de band, Dan Smith, zonder samenwerking met zijn bandleden uitbracht.
Het album is een verzameling van verhalende liederen over de levens, ideeën en reputaties van verschillende personages, waaronder dichters, kunstenaars, antropologen, wetenschappers en figuren uit religie en mythe. Klankmatig bouwt het album voort op het etherische en akoestische Hope For The Future, uitgebracht in 2021. Smith noemde Laura Marling, Adrianne Lenker, Simon & Garfunkel, The Beatles, Anohni, Sufjan Stevens, Bon Iver en Damien Rice als muzikale inspiratiebronnen voor het album.
Na het kijken van de film Marianne & Leonard: Words of Love tijdens de lockdown gedurende de coronacrisis, schreef Smith het nummer Leonard & Marianne, over Leonard Cohen en Marianne Ihlen. Ook Bonnie & Clyde, over Bonnie Parker en Clyde Barrow, behoort tot de eerste nummers die hij schreef voor het album. Bastille gaf aan na optredens in de zomer van 2023 een pauze te nemen, waardoor Smith tijd vond om aan het project te werken. Smith leerde in die periode ook gitaar spelen voor het album. Na zeventien nummers te schrijven, met de hulp van academicus Emma Nagouse, boekte Smith in februari 2024 drie weken een studio. Hier trok hij zich terug, onder andere met muzikanten Moira Mack, Jonny Abraham, Mark Crew en Charlie Barnes. De samenwerking met Nagouse leidde tot een podcast over het album, genaamd Muses.
In de zomer van 2024 werden de eerste vier nummers van het album uitgebracht, waaronder Intros & Narrators, dat gaat over de complexiteit die inherent is aan het vertellen van verhalen. De video van dit nummer werd opgenomen in de Bermudadriehoek. Later verscheen het tweede deel, onder meer met Blue Sky & The Painter. Het derde deel, het album zelf, verscheen op 25 oktober 2024. Een vierde deel, met onder andere Bonnie & Clyde, wordt in de loop van 2025 verwacht. Het album werd voorgesteld op onconventionele locaties, zoals in musea, bibliotheken en kerken. Onder andere Koninklijk Theater Carré in Amsterdam en Koninklijk Circus in Brussel maakten deel uit van de tour.

## Nummers
Het album bestaat uit zeventien nummers, waarvan er anno 2024 veertien werden uitgebracht.

### Intros & Narrators
Het eerste nummer van het album gaat over hoe de hoofdpersonen in een verhaal niet om die positie vragen - het is eerder een rol die hen onbewust wordt opgedrongen. Het nummer eindigt met "Never lay your trust in the narrator" (leg je vertrouwen nooit in de verteller), waarmee Smith ook verwijst naar hemzelf als onbetrouwbare verteller van dit album.

### Eve & Paradise Lost
Het tweede nummer behandelt het klassieke scheppingsverhaal, vanuit het perspectief van Eva. Ze wordt gezien als de zondebok voor wat christenen de erfzonde noemen. Het nummer gaat over het moment waarop ze van de verboden vrucht at en Adam en zij uit de Hof van Eden werden verstoten. Hoewel Eva als eerst ervan eet, benadrukt dit lied de hypocrisie dat Adam niet als schuldige wordt gezien, ondanks dat ook hij van de vrucht heeft gegeten. Het nummer haalt inspiratie uit het gedicht Paradise Lost van John Milton.

### Emily & Her Penthouse In The Sky
Het derde nummer gaat over schrijfster en dichteres Emily Dickinson, vanuit het perspectief van haar jongere zus Lavinia. Dickinson kreeg pas erkenning voor haar werk na haar dood, vandaar de metafoor van "haar penthouse in de hemel".

### Blue Sky & The Painter
Het vierde nummer van het album gaat over schilder Edvard Munch en zijn worsteling met depressies. De "blauwe lucht" verwijst naar Munch die eindelijk licht in zijn leven ziet na een lange periode van duisternis.

### Leonard & Marianne
Het vijfde nummer is geschreven vanuit het perspectief van zanger en dichter Leonard Cohen, en vertelt het verhaal van Leonards relatie met Marianne Ihlen. Het nummer vermeldt onder andere hun ontmoeting op het Griekse eiland Hydra.

### Marie & Polonium
Het zesde nummer op de plaat gaat over het leven van natuurkundige Marie Curie. Doorheen het nummer worden er parallellen getrokken tussen haar werk met radioactiviteit en diepere thema's zoals liefde.

### Red Wine & Wilde
Het zevende nummer focust op een nacht die schrijver Oscar Wilde en zijn vriend Alfred Douglas beleefden, in een tijd waarin homoseksualiteit illegaal was.

### Seasons & Narcissus
Het achtste nummer gaat over de Griekse mythe van Narcissus die verliefd wordt op zijn eigen spiegelbeeld.

### Drawbridge & The Baroness
Het negende nummer is gebaseerd op de Drawbridge Exercise, een filosofisch dilemma. Hierin gehoorzaamt een barones niet aan het verzoek van haar man om het kasteel niet te verlaten terwijl hij op zakenreis is. Ze laat namelijk de ophaalbrug zakken en bezoekt haar geliefde op het platteland. Het dilemma vormt een interessant debat over macht en verantwoordelijkheid.

### The Soprano & Her Midnight Wonderings
Het tiende nummer is het enige nummer waarop niet Smith de lead vocals voor zijn rekening neemt. Het vertelt een persoonlijk verhaal van zangeres BIM, en legt linken met zangeres en dichteres Maya Angelou.

### Essie & Paul
Het elfde nummer vertelt het verhaal van Paul en Eslanda Robeson, een koppel van burgerrechtenactivisten. Het zou volgens Smith muzikaal geïnspireerd zijn op het nummer Eleanor Rigby van The Beatles, dat net als dit nummer uitsluitend uit strijkers en zang bestaat.

### Mademoiselle & The Nunnery Blaze
Het twaalfde nummer wordt gezongen vanuit het perspectief van de operazangeres Julie d'Aubigny. Ze wist haar vriendin te bevrijden uit een klooster door het af te branden.

### Zheng Yi Sao & Questions For Her
Het elfde nummer gaat over pirate Zheng Yi Sao, aan wie de verteller van het lied vragen stelt over de hindernissen die ze tegenkwam doorheen haar leven. De meest diepgaande vraag die wordt gesteld is hoe een van de meest succesvolle piraten uit de geschiedenis werd weggevaagd uit de geschiedenisboeken.

### Telegraph Road 1977 & 2024
Het twaalfde nummer op het album was een van de eerste nummers die Smith ooit schreef, toen hij een tiener was. Het is geïnspireerd op een gedicht dat Smiths vader schreef toen hij en Smiths moeder naar de Verenigde Staten reisden. Zijn moeder is te horen als achtergrondzangeres op het nummer.

## Ontvangst
In de hitlijsten stond het album onder meer op plek 4 in het Verenigd Koninkrijk, plek 9 in België en plek 13 in Nederland. Het album en de bijbehorende tour werden overwegend positief onthaald.